# تورية (نبات)
التورية (الاسم العلمي:Torreya) هي جنس من النباتات تتبع الفصيلة الطقسوسية من رتبة السرويات. سمي هذا الجنس من قبل عالم النبات الاسكتلندي جورج أرنوت واكر-أرنوت تكريماً لعالم النبات الأمريكي جون توري (1796-1873) (بالإنجليزية: John Torrey)‏.

## أنواع نبات التورية
- تورية كاليفورنية
- تورية كبيرة
- تورية جاكية
- تورية جوزة الطيب
- تورية صغيرة الأوراق
- تورية طقسوسية الأوراق